# Slag bij Záblati
De Slag bij Záblati, ook wel de Slag bij Sablat genoemd, was een veldslag van de Boheemse Opstand, de eerste fase van de Dertigjarige Oorlog. Het keizerlijke leger onder leiding van de graaf van Busquoy dwong op 10 juni 1619 een leger van de Boheemse opstandelingen onder leiding van graaf Ernst van Mansfeld tot een veldslag in het Boheemse dorp Záblatí. De slag eindigde in een keizerlijke overwinning, waarbij het Boheemse leger werd gedecimeerd.
Toen Mansfeld onderweg was om generaal Hohenlohe te versterken, die de stad Budweis belegerde, onderschepte generaal Buquoy hem bij de kleine stad Záblati en dwong hem op 10 juni 1619 slag te leveren.
Mansfeld werd verslagen, en verloor 1500 man en zijn voorraden.
Als gevolg hiervan moesten de protestanten het beleg van Budweis afbreken en moest Heinrich Matthias von Thurn de belegering van Wenen stoppen om Bohemen te verdedigen. 
De veldslag was het eerste succes van de nieuwe gekozen keizer Ferdinand II tegen de protestantse opstandelingen. 